# Dinhard
Dinhard é uma comuna da Suíça, no Cantão Zurique, com cerca de 1.348 habitantes. Estende-se por uma área de 7,15 km², de densidade populacional de 189 hab/km². Confina com as seguintes comunas: Altikon, Dägerlen, Rickenbach, Seuzach, Thalheim an der Thur, Winterthur.
A língua oficial nesta comuna é o Alemão.